# Gwendolen
Koningin Gwendolen was volgens de legende, en beschreven door Geoffrey of Monmouth, de vrouw van Koning Locrinus van Brittannië van 1071 v.Chr. - 1058 v.Chr. en volgde hem op nadat ze hem had verslagen in een veldslag.
Zij was de dochter van Corineus van Cornwall, en was getrouwd met Locrinus. Haar echtgenoot was echter verliefd op Estrildis, de dochter van de Germaanse koning, die hij had gered van Humber de Hun. Toen Corineus stierf verliet Locrinus Gwendolen, en huwde Estrildis. Gwendolen vluchtte daarop naar Cornwall, en kwam met een leger verhaal halen. In de daaropvolgende veldslag werd Locrinus verslagen en vond hij de dood.
Gwendolen kwam daarna op de Britse troon, en heerste zoals haar vader had gedaan in Cornwall. Zij verordende de dood van Estrildis en haar dochter Habren. Daarop heerste Gwendolen 15 jaar in vrede, totdat zij aftrad ten gunste van haar zoon Maddan. De rest van haar leven bracht ze door in Cornwall.
Qua tijdsbepaling wordt door Geoffrey of Monmouth haar dood beschreven als: Samuel was rechter in Judea, Aeneas Silvius was heerser over Alba Longa en Homerus verwierf faam in Griekenland. Dat betekent dat Gwendolen in ca. 775 voor Christus stierf.